# Karol Marczak
Karol Marczak (ur. 1 listopada 1902 w Żyrardowie, zm. 20 lipca 1977 we Wrocławiu lub Łodzi) – reżyser, operator filmowy, twórca filmów przyrodniczych.

## Życiorys
Marczak był autorem głównie filmów na tematy przyrodnicze i biologiczne, w których przykładał wagę do zgodności ich treści z wiedzą naukową, wykorzystując przy tym środki artystyczne. Od młodości zainteresowany był fotografią i kinematografią. W 1923 opatentował swój pierwszy wynalazek – optyczny zapis dźwięku na taśmie filmowej. Ukończył studia politechniczne i filmowe w Paryżu, gdzie także pracował jako asystent reżysera Władysława Starewicza, a w 1932 powrócił z żoną – Martą Marczak – do Żyrardowa, w którym wspólnie założyli Eksperymentalne Studio Filmowe przy ul. Dekerta 12. W latach 1945–1950 prowadzili Wytwórnię Filmów Przyrodniczych w Żyrardowie, która obejmowała 6 hektarów gruntu, dom wraz z cieplarnią, mnożarką, stawami, sztucznymi pagórkami, grotami, ogrodem, laboratorium, akwarium, terrarium, wiwarium i urządzeniami do wykonywania mikrofilmów, co miało przyczynić się do utworzenia zróżnicowanych warunków przyrodniczych dla zwierząt. Następnie zatrudnili się w Wytwórni Filmów Oświatowych w Łodzi, gdzie tworzyli kolejne filmy, pracując tam do lat 70. XX w. Praca Marczaka była przerywana przez represje i aresztowania w okresie stalinowskim.
Karol Marczak był członkiem Stowarzyszenia Filmowców Polskich, SPATiFu, Rady Artystycznej Wytwórni Filmów Oświatowych, prezesem Polskiego Stowarzyszenia Filmu Naukowego w latach 1961–1963 oraz sekretarzem Sekcji Filmów Naukowo-Badawczych AICS – w 1966. W 1967 Cinematheque Scientifique Internationale w Brukseli wydało monografię Marczaka w ramach serii poświęconej pionierom filmu naukowego. W 1972 w Łodzi, w Krakowie i w Ołomuńcu obchodzony był jubileusz 50-lecia pracy Marczaka w branży filmowej.
Został pochowany na cmentarzu Zarzew w Łodzi.

## Filmografia
1946:
- „Pod wodną karpą” (reżyseria)
- „Krążenie azotu w przyrodzie” (zdjęcia)
- „Kałużnica” (reżyseria)

1947:
- „Wrotki mcholubne” (reżyseria)
- „Motyle” (reżyseria)
- „Mięczaki” (reżyseria)

1950:
- „Życie wiśni” (zdjęcia)
- „Życie sosny” (zdjęcia)
- „Zwalczamy gruźlicę” (zdjęcia)
- „Symbioza” (zdjęcia)
- „Pantofelek” (reżyseria)
- „Osnuja” (reżyseria)
- „Nieznani sprzymierzeńcy” (reżyseria)
- „Grzyby” (reżyseria)
- „Grajkowie naszych pól i łąk” (reżyseria)
- „Grabarze” (realizacja)

1955:
- „Plankton słodkowodny” (reżyseria)

1956:
- „Rozwój zarodka ptaka” (realizacja)

1957:
- „Ryby labiryntowe” (reżyseria)
- „Od kwiatu do owocu” (reżyseria)
- „Kwiaty” (reżyseria)

1958:
- „Praca serca zarodka troci” (reżyseria)
- „Podwodne gniazda” (reżyseria)

1959:
- „Modliszka” (realizacja)

1960:
- „Życie to ruch” (realizacja)
- „Rozwój mchu” (reżyseria, scenariusz, zdjęcia)

1961:
- „Żółwie” (reżyseria, scenariusz, zdjęcia)

1961:
- „Pod kępką trawy” (reżyseria, scenariusz)

1962:
- „Taki jest świat, Gabrielo” (zdjęcia)
- „Salamandra i traszki” (reżyseria, scenariusz)

1963:
- „Z życia pająka” (reżyseria, scenariusz, zdjęcia)
- „Śluzowce” (reżyseria, zdjęcia)
- „Rak i inne skorupiaki” (reżyseria, scenariusz, zdjęcia)
- „Glony” (reżyseria, zdjęcia)

1964:
- „Stułbia” (realizacja)
- „Porosty” (reżyseria, zdjęcia)
- „Osy i ich gniazda” (scenariusz)

1965:
- „Instynkt macierzyński u ryb” (realizacja)

1966:
- „Różnorodność form w świecie owadów” (reżyseria, scenariusz, zdjęcia)
- „Owady są wszędzie” (realizacja)

1967:
- „Pierwotniaki” (reżyseria, scenariusz, zdjęcia)
- „Drapieżnicy w kropli wody” (reżyseria, scenariusz, zdjęcia)
- „Drapieżnicy naszych wód” (realizacja)

1968:
- „Z życia pijawek” (reżyseria, scenariusz, zdjęcia)

1970:
- „Komórki świata roślin” (reżyseria, scenariusz, zdjęcia)

1971:
- „Komórki zwierzęce” (reżyseria, scenariusz, zdjęcia)

1972:
- „Opieka nad potomstwem u owadów” (reżyseria, scenariusz, zdjęcia)

1975:
- „Mikroskopia elektronowa” (reżyseria, scenariusz, zdjęcia)

1978:
- „Filmowa pracownia” (bohater)

1985:
- „Karol Marczak – pionier filmu biologicznego” (zdjęcia, bohater)

Za FilmPolski.pl.

## Niektóre nagrody indywidualne
- „Praca serca zarodka troci” – Międzynarodowy Festiwal Filmów Naukowych w Rzymie (1959) – I Nagroda,
- „Modliszka” – Międzynarodowy Kongres Filmowy w Padwie (1960) – Srebrny Byk,
- „Modliszka” – Przegląd Filmów Krótkometrażowych w Warszawie (1960) – I nagroda w zakresie filmów popularnonaukowych,
- „Śluzowce”- Międzynarodowy Festiwal Filmów Naukowych w Brukseli (1965) – wyróżnienie,
- „Instynkt macierzyński u ryb” Nowy Sad – Międzynarodowy Festiwal Filmów Łowieckich i Rybackich (1967) – II Nagroda za fotografię w kategorii filmów technicznych i oświatowych,
- „Komórki zwierzęce” – Międzynarodowy Festiwal Filmów Rolniczych w Kiszyniowie (1972) – Złoty Medal,
- „Komórki świata roślin” – Festiwal Filmów Dydaktycznych w Łodzi (1972) – Złoty Światowid,
- „Instynkt macierzyński u ryb” – Międzynarodowy Festiwal Filmów Oświatowych w Teheranie (1975) – Nagroda,
- „Opieka nad potomstwem u owadów” – Festiwal Filmów Dydaktycznych w Łodzi (1974) – Nagroda Specjalna za wysokie walory warsztatowe i zastosowanie technik specjalistycznych,
- „Mikroskopia elektronowa” – Festiwal Filmów Dydaktycznych w Łodzi (1977) – Nagroda za stosowanie technik specjalnych[1].

Źródło: FilmPolski.pl.
Filmy Marczaka był również nagradzane na festiwalach w Mar del Plata, Cork, Pradze, Santiago de Chile i Amsterdamie, Mannheim, Nowym Sadzie i Brnie.

## Upamiętnienie
- Na osiedlu Olechów w Łodzi w 1986 jedną z ulic nazwano ul. Karola Marczaka[9].
- W 2007 w Żyrardowie odsłonięto tablicę upamiętniającą Karola Marczaka[3].